# Ньюман, Лесли
Лесли Ньюман (англ. Leslie Newman; 1938—2021) была сценаристкой, написавшей сценарии к первым трём фильмам о Супермене вместе с Марио Пьюзо, Робертом Бентоном и мужем Дэвидом Ньюманом, который умер в 2003 году. Она родилась в 1939 году в США. У них было двое детей. Она написала роман «Gathering Force» (с англ. — «Собирающаяся сила») (Simon & Schuster, 1974) и поваренную книгу «Feasts: Menus for Home-cooked Celebrations» «с англ. — «Пиршества: меню для домашних праздников»» (HarperCollins, 1990).
Ньюман училась в Мичиганском университете.

## Карьера
Лесли Ньюман начала сотрудничать со своим мужем Дэвидом, когда Роберт Бентон частый сотрудник-сценарист её мужа стал режиссёром. Первая их сценарная работа была для французского фильма «Дочь Америки» который он также снял. В 1978 году они написали сценарий для первого театрального супергеройского фильма «Супермен» вместе с Робертом Бентоном и Марио Пьюзо и двух его сиквелов «Супермен II» и «Супермен III». За сценарий для первого фильма они получили премию «Хьюго» за лучшую постановку и номинацию на премию Гильдии сценаристов США за лучшую комедию адаптированную из другой среды.

## Фильмография
| Год  | Название                            | Указана как  | Заметки | Пр.    |
| ---- | ----------------------------------- | ------------ | --- | ------ |
| 1977 | Дочь Америки                        | Сценаристка  | Сосценаристка с Дэвидом Ньюманом | [ 7 ]  |
| 1978 | Супермен                            | Сценаристка  | На основе персонажа (Супермен), созданного Джерри Сигелом и Джо Шустером Сюжет написан Марио Пьюзо Сосценаристка с Марио Пьюзо, Дэвидом Ньюманом и Робертом Бентоном | [ 8 ]  |
| 1980 | Супермен II                         | Сценаристка  | На основе персонажа (Супермен), созданного Джерри Сигелом и Джо Шустером Сюжет написан Марио Пьюзо Сосценаристка с Марио Пьюзо и Дэвидом Ньюманом                    | [ 9 ]  |
| 1983 | Супермен III                        | Сценаристка  | На основе персонажа (Супермен), созданного Джерри Сигелом и Джо Шустером Сосценаристка с Дэвидом Ньюманом                                                            | [ 10 ] |
| 1985 | Санта Клаус                         | Автор сюжета | Соавтор сюжета с Дэвидом Ньюманом Сценарий написан Дэвидом Ньюманом                                                                                                  | [ 11 ] |
| 2000 | Взлом                               | Сценаристка  | На основе книги, написанной Цутому Симомура и Джоном Маркоффом Сосценаристка с Дэвидом Ньюманом, Ховардом А. Родманом и Джоном Данза                                 | [ 12 ] |
| 2006 | Супермен II: Версия Ричарда Доннера | Сценаристка  | На основе персонажа (Супермен), созданного Джерри Сигелом и Джо Шустером Сюжет написан Марио Пьюзо Сосценаристка с Марио Пьюзо и Дэвидом Ньюманом                    | [ 13 ] |